# Högtjärnen (Hällesjö socken, Jämtland)
Högtjärnen är en sjö i Bräcke kommun i Jämtland och ingår i Ljungans huvudavrinningsområde. Sjön är 12,3 meter djup, har en yta på 0,106 kvadratkilometer och är belägen 277,1 meter över havet. Sjön avvattnas av vattendraget Mörtsjöbäcken.

## Delavrinningsområde
Högtjärnen ingår i det delavrinningsområde (697827-152004) som SMHI kallar för Utloppet av Högtjärnen. Medelhöjden är 307 meter över havet och ytan är 0,72 kvadratkilometer. Det finns ett avrinningsområde uppströms, och räknas det in blir den ackumulerade arean 13,11 kvadratkilometer. Mörtsjöbäcken som avvattnar avrinningsområdet har biflödesordning 4, vilket innebär att vattnet flödar genom totalt 4 vattendrag innan det når havet efter 138 kilometer. Avrinningsområdet består mestadels av skog (80 procent). Avrinningsområdet har 0,11 kvadratkilometer vattenytor vilket ger det en sjöprocent på 14,5 procent.